# Oceania (Schiff, 1933)
Die Oceania war ein 1933 in Dienst gestelltes Passagierschiff der italienischen Reederei Cosulich Line, das im Liniendienst nach Südamerika im Einsatz stand und auch für Kreuzfahrten genutzt werden konnte. Seit 1937 wurde es von der Italian Line bereedert. Nach Ausbruch des Zweiten Weltkriegs diente die Oceania als Truppentransporter, ehe sie am 18. September 1941 versenkt wurde. Etwa 384 Menschen kamen hierbei ums Leben.

## Geschichte
Die Oceania entstand unter der Baunummer 253 in der Werft von Cantieri Riuniti dell’Adriatico in Triest und lief am 29. August 1932 vom Stapel. Nach ihrer Ablieferung an die Cosulich Line am 20. Juni 1933 nahm sie am 8. Juli 1933 den Dienst mit einer Reihe von Kreuzfahrten auf, anschließend bediente sie vorrangig den Liniendienst nach Südamerika. Ihr Schwesterschiff war die bereits 1932 in Dienst gestellte Neptunia.
Seit 1937 gehörte die Oceania zur Flotte der Italian Line, an ihrem Dienst änderte sich hierdurch nichts. Nach Ausbruch des Zweiten Weltkriegs blieb das Schiff zunächst weiter im zivilen Liniendienst, ehe es im Juni 1940 beschlagnahmt und zum Truppentransporter umgebaut wurde. Fortan beförderte die Oceania Truppen zumeist nach Tripolis.
Am 18. September 1941 befand sich die Oceania gemeinsam mit ihrem Schwesterschiff als Teil eines Konvois auf einer erneuten Überfahrt nach Tripolis, als sie gegen 04.00 Uhr Ortszeit vom britischen Unterseeboot Upholder torpediert wurden. Während die Neptunia nach wenigen Minuten sank, blieb die zweifach getroffene Oceania schwimmfähig und konnte ihre Fahrt im Schlepptau zweier Zerstörer fortsetzen. Wenige Stunden später trafen jedoch zwei weitere Torpedos das Schiff und brachten es innerhalb weniger Minuten gegen 08.59 Uhr zum Sinken. Hierbei kamen etwa 384 der zu diesem Zeitpunkt noch immer an Bord befindlichen Personen ums Leben.
Die Untergangsstelle der Oceania befand sich auf der Position 33° 1′ 12″ N, 14° 25′ 12″ O. Ihr Wrack wurde bislang jedoch noch nicht gefunden.